# Droga międzynarodowa E16 (Polska)
Droga międzynarodowa E16, nazywana także Szlakiem Śląsko-Bałtyckim – byłe oznaczenie drogi w Polsce w latach 1962–1985, prowadzącej od przejścia granicznego w Cieszynie do Gdyni.
Droga E16 była tożsamą z trasą europejską E16 o przebiegu: Bratysława – Żylina – Czeski Cieszyn – Katowice – Piotrków – Łódź – Świecie – Gdańsk – Gdynia.
Na przełomie lat 70. i 80. XX w. opracowano nowy system numeracji, który zaczął obowiązywać w 1985 roku. Za następcę E16 można uznać E75, o zbliżonym przebiegu w Polsce – zamiast przez Mikołów, Żory i Pawłowice poprowadzono trasę przez Tychy, Bielsko-Białą i Skoczów. W 1985 Polska przyjęła nowy system numeracji dróg krajowych, a trasy europejskie otrzymały numery krajowe używane zamiennie (równolegle) z międzynarodowymi. Trasa E75 otrzymała numer 1, który co do podstawowej zasady obowiązuje do dziś.
Obecnie polski odcinek posiada następujące oznaczenia krajowe:
| Numer | Przebieg |
| ----- | --- |
| 938   | Cieszyn – Pawłowice |
| 81    | Pawłowice – Żory – Mikołów – Katowice |
| 86    | - Katowice - Sosnowiec – Będzin – Podwarpie |
| S86   | Katowice – Sosnowiec |
| 91    | Podwarpie – Siewierz – Częstochowa – Piotrków Trybunalski – Łódź – Zgierz – Łęczyca – Krośniewice – Włocławek – Toruń – Chełmno – Świecie – Warlubie – Tczew – Pruszcz Gdański – Gdańsk |
| 468   | Gdańsk – Sopot – Gdynia |

## Historyczny przebieg E16
- województwo bielskie

- Cieszyn  – granica z Czechosłowacją
- Cieszyn  E7   18   19 

- województwo katowickie

- Pawłowice
- Żory  229 
- Mikołów  33   221 
- Katowice  E22a   226 
- Będzin  E22 
- Siewierz  234 

- województwo częstochowskie

- Koziegłowy
- Częstochowa  35   236 

- województwo piotrkowskie

- Piotrków Trybunalski  29  /  T12   16  E82 
- Tuszyn

- województwo łódzkie

- Rzgów  138 
- Łódź  18  E12 
- Zgierz  138 
- Ozorków
- Łęczyca

- województwo płockie

- Krośniewice  E8 

- województwo włocławskie

- Lubień Kujawski
- Kowal
- Włocławek  167 
- Turzno

- województwo toruńskie

- Otłoczyn
- Toruń  19   47  /  T81 
- Chełmża
- Stolno  173 
- Chełmno

- województwo bydgoskie

- Świecie  48  E83   49 
- Warlubie  294 
- Nowe

- województwo gdańskie

- Gniew
- Czarlin  51  /  T83 
- Tczew
- Pruszcz Gdański
- Gdańsk  10  E81 
- Sopot
- Gdynia  52   295 

### Przebieg w Łodzi
- lata 70. (do 1979)[3][4]

ul. Zgierska – ul. Pojezierska – ul. Letnia – ul. Towarowa – ul. Kasprzaka – ul. Parkowa – ul. Żeromskiego – al. Politechniki
odcinek wspólny z drogą międzynarodową E12
ul. Gagarina
ul. Rzgowska
- 1979 – 1985[5][6][7][8]

ul. Zgierska – al. Włókniarzy – al. Włókniarzy – al. Adama Mickiewicza – ul. Stefana Żeromskiego – al. Politechniki
odcinek wspólny z drogą międzynarodową E12
ul. Jurija Gagarina
ul. Rzgowska